# Saison 4 de Silicon Valley
Chronologie
Saison 3 Saison 5
Cet article présente la quatrième saison de la série télévisée Silicon Valley.

## Distribution

### Acteurs principaux
- Thomas Middleditch (VF : Donald Reignoux) : Richard Hendricks
- T. J. Miller (VF : Christophe Lemoine) : Erlich Bachman
- Josh Brener (VF : Hervé Rey) : Nelson « Grosse Tête » Bighetti
- Martin Starr (VF : Adrien Antoine) : Bertram Gilfoyle
- Kumail Nanjiani (VF : Charles Pestel) : Dinesh Chugtai
- Amanda Crew (VF : Alexandra Garijo) : Monica Hall
- Zach Woods (VF : Fabrice Josso) : Donald « Jared » Dunn
- Matt Ross (VF : Laurent Morteau) : Gavin Belson
- Suzanne Cryer (VF : Laurence Bréheret) : Laurie Bream
- Jimmy O. Yang (VF : Léo-Paul Salmain) : Jian-Yang

## Liste des épisodes
1. Un nouvel Internet (Success Failure)
2. Conditions d'utilisation (Terms of Service)
3. Propriété intellectuelle (Intellectual Property)
4. Création d'équipe (Teambuilding Exercise)
5. Plasma boy (The Blood Boy)
6. Service client (Customer Service)
7. Le chasseur de brevet (The Patent Troll)
8. Le vortex de Keenan (The Keenan Vortex)
9. Hooli-Con (Hooli-Con)
10. Erreur serveur (Server Error)

### Épisode 1:Un nouvel Internet
- États-Unis : 23 avril 2017 sur HBO[1]
- France : 24 avril 2017 sur OCS City[2] (en VF)

- États-Unis : 867 000 téléspectateurs[3] (première diffusion)

### Épisode 2:Conditions d'utilisation
- États-Unis : 30 avril 2017 sur HBO
- France : 1er mai 2017 sur OCS City[2] (en VF)

- États-Unis : 762 000 téléspectateurs[4] (première diffusion)

### Épisode 3:Propriété intellectuelle
- États-Unis : 7 mai 2017 sur HBO
- France : 8 mai 2017 sur OCS City (en VF)

- États-Unis : 774 000 téléspectateurs[5] (première diffusion)

### Épisode 4:Création d'équipe
- États-Unis : 14 mai 2017 sur HBO
- France : 15 mai 2017 sur OCS City (en VF)

- États-Unis : 859 000 téléspectateurs[6] (première diffusion)

### Épisode 5:Plasma boy
- États-Unis : 21 mai 2017 sur HBO
- France : 22 mai 2017 sur OCS City (en VF)

- États-Unis : 844 000 téléspectateurs[7] (première diffusion)

### Épisode 6:Service client
- États-Unis : 28 mai 2017 sur HBO
- France : 29 mai 2017 sur OCS City (en VF)

- États-Unis : 728 000 téléspectateurs[8]

### Épisode 7:Le chasseur de brevet
- États-Unis : 4 juin 2017 sur HBO
- France : 5 juin 2017 sur OCS City (en VF)

- États-Unis : 862 000 téléspectateurs[9]

### Épisode 8:Le vortex de Keenan
- États-Unis : 11 juin 2017 sur HBO
- France : 12 juin 2017 sur OCS City (en VF)

- États-Unis : 798 000 téléspectateurs[10]

### Épisode 9:Hooli-Con
- États-Unis : 18 juin 2017 sur HBO
- France : 19 juin 2017 sur OCS City (en VF)

- États-Unis : 840 000 téléspectateurs[11]

### Épisode 10:Erreur serveur
- États-Unis : 25 juin 2017 sur HBO
- France : 26 juin 2017 sur OCS City (en VF)

- États-Unis : 790 000 téléspectateurs[12] (première diffusion)